# Telemach Pilitsidis
Telemach (Tilemachos) Pilitsidis (ur. 7 stycznia 1941 w Kiwotos, zm. 6 lutego 2022 w Głogowie) – urodzony w Grecji, zamieszkały w Głogowie malarz i poeta.

## Życiorys
W latach 1961–1967 studiował na krakowskiej Akademii Sztuk Pięknych, uzyskując tytuł magistra sztuki, dyplom z malarstwa w pracowni profesora Jerzego Nowosielskiego. Członek Związku Polskich Artystów Plastyków od 1977 roku.
Tworzył obrazy olejne, rysunki, grafiki, pisał poezje. Zrealizował 56 wystaw indywidualnych prezentując kompozycje abstrakcyjne, cykl obrazów poświęconych ochronie środowiska, cykl przemysłowy, cykl obrazów o tematyce antywojennej, cykl batalistyczny, cykl poświęcony faunie morskiej, obrazy erotyczne i obrazy metaforyczne. Brał udział w ponad trzystu wystawach zbiorowych. Na przestrzeni 40 lat namalował ponad 3 tys. prac. Wydał pięć tomików wierszy: Ukrzyżowanie według Telemacha (1992 r.), Powrót do Itaki (1997 r.), Aliki (2005 r.), Niobe (2008 r.), Auryga (2008 r.) oraz powieść autobiograficzną Bezsenne Oko.
Pilitsidis pracował również jako wykładowca malarstwa i rysunku w szkołach plastycznych. Był także animatorem wielu przedsięwzięć związanych z działalnością głogowskiego środowiska artystycznego. Odznaczony tytułem Zasłużony dla Miasta Głogowa (dwukrotnie), Zasłużony dla Województwa Legnickiego, Złotą Odznaką Zasłużony dla Kultury Polskiej, Srebrnym Krzyżem Zasługi.

## Nagrody i wyróżnienia (wybór)
- 2005 – Ankara (Turcja) – medal w Pierwszym Biennale Małej Formy
- 1992 – Kamena Vurla (Grecja) – Złota Plakietka Dziennikarzy Greckich za Twórczość Plastyczną
- 1988 – Bydgoszcz – wyróżnienie w Drugim Ogólnopolskim Konkursie Plastyki o nagrodę im. Leona Wyczółkowskiego
- 1987 – Lublin – nagroda w Triennale Akwareli
- 1985 – Bydgoszcz – wyróżnienie w Pierwszym Konkursie na Dzieło Plastyczne im. Bronisława Jamontta
- 1984 – Rzeszów – wyróżnienie w Jesiennych Konfrontacjach – Ogólnopolska Wystawa Malarstwa
- 1983 – Wałbrzych – Złota Lampka Górnicza w Ogólnopolskim Turnieju Poezji i Plastyki
- 1982 – Wałbrzych – Srebrna Lampka Górnicza i dwa wyróżnienia w Ogólnopolskim Turnieju Poezji i Plastyki o „Złotą lampkę górniczą”
- 1980 – Bielsko–Biała – wyróżnienie na wystawie „Bielska Jesień”
- 1979 – Radom – wyróżnienie w Prezentacji Portretu Współczesnego
- 1977 – Legnica – pierwsza nagroda za obraz „Laser”, Wystawa Zagłębia Miedziowego
- 1975 – Zielona Góra – złoty medal za obraz „Przystań kajakowa” Nagroda ZPAP
- 1971 – Bielsko–Biała – brązowy medal, Ogólnopolska Wystawa Malarstwa „Bielska Jesień”

## Wybrane wystawy indywidualne
- Wystawa Malarstwa Artystów Polsko-Greckich – Ciechanów (2015)
- 60-lecie Okręgu Zielonogórskiego ZPAP, Galeria „Pro Arte” Zielona Góra – wystawa zbiorowa (2015)
- Salon Jesienny, BWA Gorzów Wlkp. (2014)
- Galeria ZPAP „Pro Arte” w zielonej Górze – wystawa indywidualna (2014)
- Muzeum Lubuskie w Gorzowie Wlkp – wystawa indywidualna (2014)
- „Ogrody” – BWA Wałbrzych – Zamek Książ – I nagroda (2013)
- Malarstwo – Muzeum Lubuskie im. w Gorzowie Wlkp. – wystawa indywidualna (2013)
- Malarstwo – Galeria Sztuki – Riesa / Niemcy – wystawa indywidualna (2013)
- Jesienny – BWA Zielona Góra (2013)
- „Koniec wszystkich końców” – Galeria Sztuki w Legnicy (2012)
- Międzynarodowa Wystawa Miniatury – Galeria GM Tuzla, Bośnia i Hercegowina (2012)
- I Międzynarodowy Konkurs Artystyczny „Pejzaż współczesny” – BWA Częstochowa (2012)
- „Salon Jesienny” – BWA Gorzów Wlkp. (2012)
- VI Ogólnopolski Konkurs Malarski „Triennale z Martwą Naturą” – BWA Sieradz, (2012)
- XI Międzynarodowe Biennale Miniatury Artystycznej – Serbia, Gornji Milanovac (2012)
- Salon Jesienny – BWA Zielona Góra (2011)
- „100 – lecie ZPAP” – Muzeum Ziemi Lubuskiej w Zielonej Górze (2011)
- II Międzynarodowa Wystawa „Art in miniature” – Majdanpek – Serbia (2011)
- X Międzynarodowe Biennale Miniatury Artystycznej – Serbia, Gornji Milanovac (2010)
- I Międzynarodowa Wystawa Miniatury – Serbia – Majdanpek (2010)
- XXVI Wystawa Plastyki Zagłębia Miedziowego – Galeria Sztuki w Legnicy (2010)
- „Głowy według Telemacha” Muzeum w Głogowie – wystawa indywidualna (2010)
- APW Gallery 195 Chrystie St Snite 200, New York USA (2009)
- „Zielona Grafika” – ZPAP Zielona Góra, Uniwersytet Zielonogórski Instytut Sztuk Pięknych (2009)
- 9 Międzynarodowe Biennale Miniatury Artystycznej – Serbia (2008)
- Wystawa z okazji 40-lecia twórczości, zorganizowana przez Muzeum Archeologiczno-Historyczne w Głogowie – wystawa indywidualna (2007)
- Ateny Galeria VODA – wystawa indywidualna (2007)
- IV Ogólnopolski konkurs malarski „Triennale z Martwą Naturą” BWA Sieradz (2006)
- „Salon Jesienny” Galeria BWA Gorzów WLKP (2006)
- „Drogi Twórcze” – Niemcy – Wuppertal Galeria Art. Fabrik (2006)
- XXV Wystawa Plastyki Zagłębia Miedziowego, Galeria Sztuki w Legnicy (2006)
- Galeria Sztuki „Pro Arte” w Zielonej Górze – wystawa indywidualna (2005)
- Muzeum Regionalne w Chojnowie – wystawa indywidualna (2005)
- 6 Biennale Małych Form Malarskich – Galeria Sztuki „Wozownia” Toruń (2005)
- 8 Międzynarodowe Biennale Miniatury Artystycznej Serbia & Montanegro (2005)
- „Art. Silesia Presents” – Florencja –Palagio di Parte Guelfa (2005)
- I Międzynarodowe Biennale Miniatury Art.- Turcja Ankara (2005)
- I Międzynarodowe Biennale Miniatury Art. Serbia & Montanegro Nikśić (2005)
- 5 Biennale Małych Form Malarskich Galeria Sztuki „Wozownia” w Toruniu (2003)
- Niemcy – Bad Ems (2003)
- Francja – Lens (2003)
- Ogólnopolski konkurs Malarstwa Współczesnego „Bielska Jesień 2003” (2003)
- Galeria Bielska BWA. (2003)